# Evolución de los sirenios

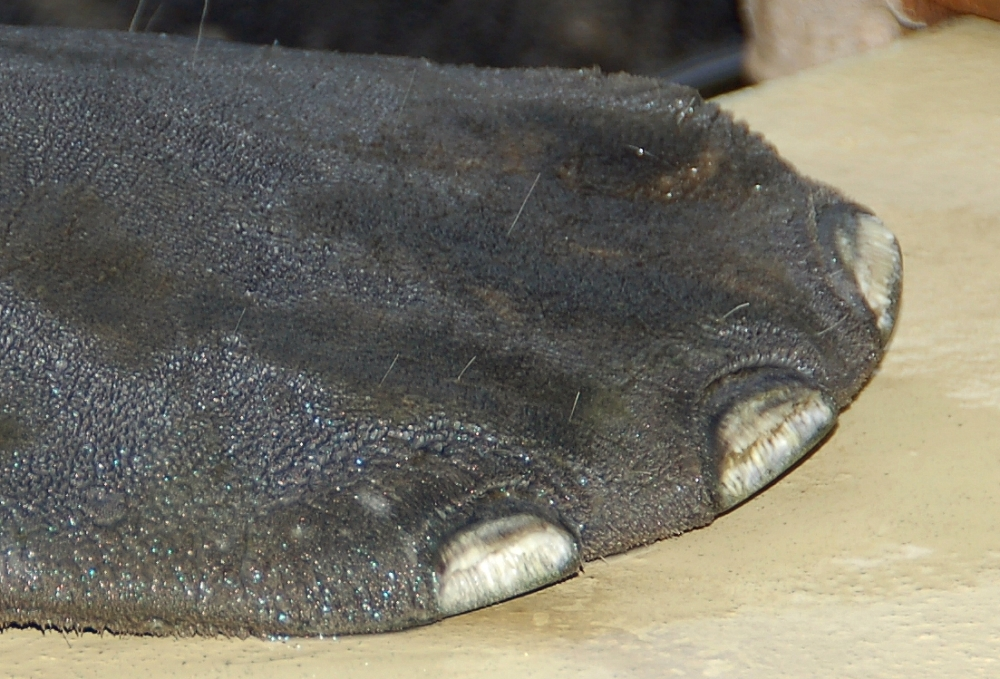
Pie de un manatí. Se cree que los Manatíes comparten los mismos ancestros que los elefantes.

Sirenia es el orden (biología) de los mamíferos placentarios que comprende las modernas "vacas marinas" (manatíes y los  Dugongo) y sus parientes extintos. Son los únicos herbívoros mamíferos marinos existentes y el único grupo de mamíferos herbívoros que se ha vuelto completamente acuático. Se cree que los sirenios tienen un registro fósil de 50 millones de años (Eoceno temprano - reciente). Alcanzaron una diversidad modesta durante el Oligoceno y el Mioceno, pero desde entonces han disminuido como resultado del enfriamiento climático, los cambios oceanográficos y la interferencia humana. Dos géneros y existen cuatro especies: Trichechus, que incluye las tres especies de manatí que viven a lo largo de las costas del Atlántico y en los ríos y costas de América y occidental, África y Dugongo, que se encuentra en los océanos Índico y Pacífico.

## Orígenes

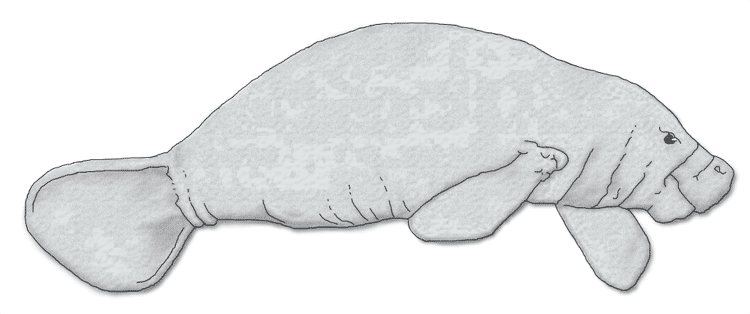
Manati del Amazonas

Los sirenios, junto con los Proboscidea (elefantes), se agrupan con los extintos Desmostylia y probablemente con los extintos Embrithopoda para formar los Tethytheria. Se cree que Tethytheria evolucionó a partir de mamíferos ungulados primitivos ("condylarths") a lo largo de las costas del antiguo Océano de Tetis.

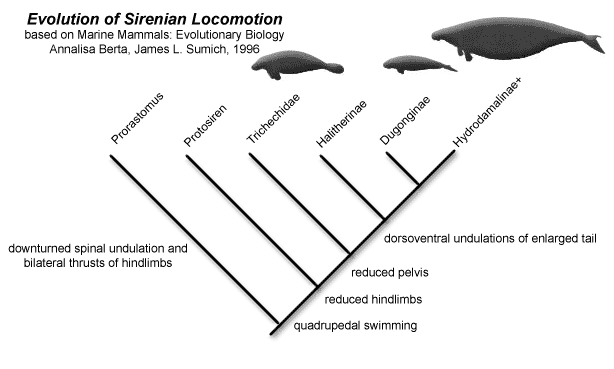
Cladograma con la evolución de los Sirenios, basado en Berta y Sumich, 1999.

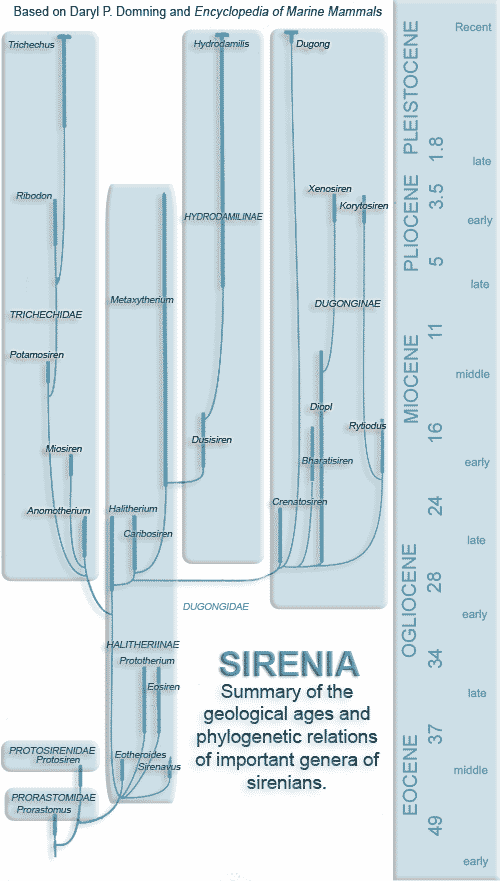
Filograma con la evolution de los Sirenia, basado en Daryl P. Domning y Encyclopedia of Marine Mammals.

Tethytheria, combinada con Hyracoidea (damánes), forma un clado llamado Paenungulata. Paenungulata y Tethytheria (especialmente este último) se encuentran entre los clados de mamíferos menos controvertidos, con un fuerte apoyo de interpretaciones morfológicas y moleculares. La ascendencia de Sirenia es remota de la de Cetacea y Pinnipedia, aunque se cree que desarrollaron un estilo de vida acuático aproximadamente al mismo tiempo.

## Registro Fósil

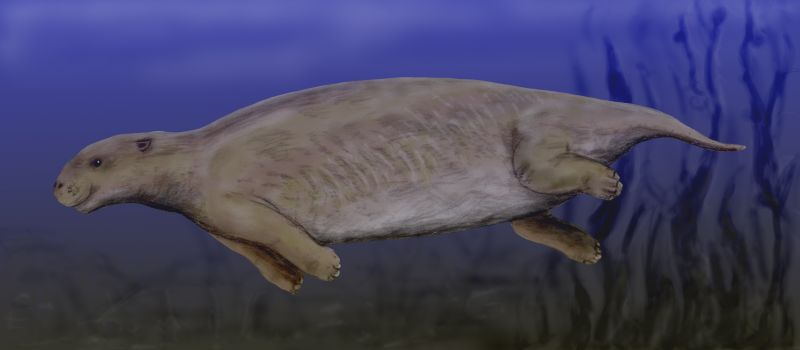
Prorastomus, un sirenido primitivo del Eoceno.

La primera aparición de sirenios en el registro fósil fue durante el Eoceno temprano, y hacia finales del Eoceno, los sirenios se habían diversificado significativamente. Habitantes de ríos, estuarios y aguas marinas cercanas a la costa, pudieron propagarse rápidamente. El sirenio más primitivo conocido hasta la fecha, Prorastomus, se encontró en Jamaica, no en el Viejo Mundo. 
El primer sirenio cuadrúpedo conocido fue Pezosiren de principios del Eoceno.
Las primeras vacas marinas conocidas, de las familias Prorastomidae y Protosirenidae, se limitan al Eoceno y eran criaturas anfibias de cuatro patas, aproximadamente del tamaño de un cerdo. Cuando el Eoceno llegó a su fin, apareció la Dugongidae; Los sirenios habían adquirido su familiar cuerpo aerodinámico totalmente acuático con patas delanteras en forma de aletas sin extremidades traseras, una cola poderosa con una aleta caudal horizontal, con movimientos hacia arriba y hacia abajo que los mueven a través del agua, como los cetáceos.

En Europa Occidental se han encontrado los primeros y más antiguos restos de sirenios en un nuevo yacimiento paleontológico, en Santa Brígida, Amer (La Selva, Catalonia, Spain) cerca una antigua cantera de piedra caliza con nummulites, estos restos están datados del SBZ 15, en inglés Shallow bentic zone 15. 

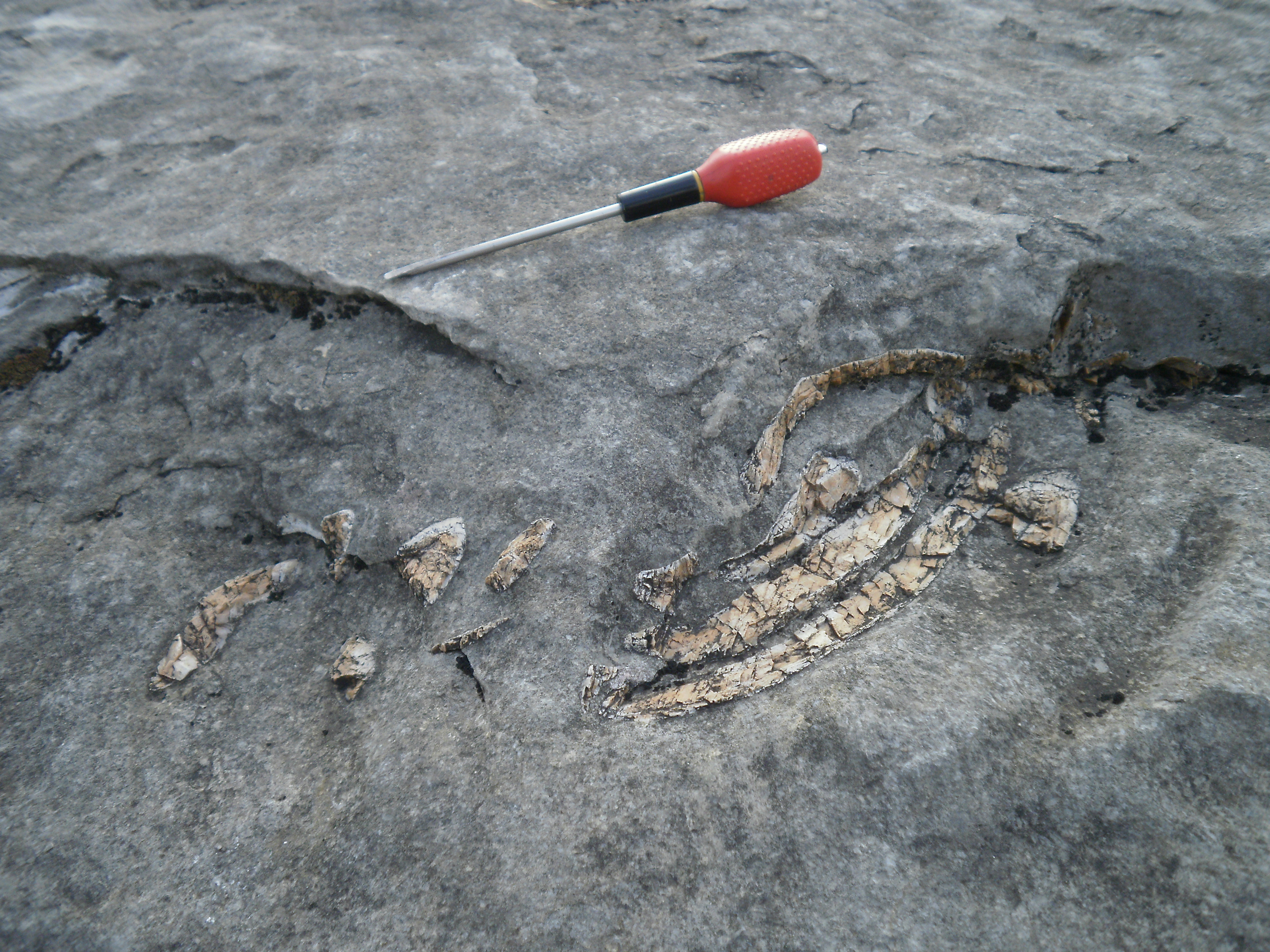
Restos fósiles del Sirenio de Santa Brígida, Amer (Gerona). Situados en las coordenadas UTM 31N, dàtum ETRS89: E(X) 467.767 / N(Y) 4.652.171 / H (Z) 450 metros.

Se cree que la última de las familias de sirenios en aparecer, Trichechidae, se originó a partir de los primeros dugóngidos a finales del Eoceno o principios del Oligoceno. El registro fósil actual documenta algunas etapas importantes en la reducción de las extremidades posteriores y la pelvis, extremidades posteriores bien desarrolladas unidas a un sacro (Prorastomidae), extremidades posteriores bien desarrolladas sin el sacro adecuado (Protosirenidae) y extremidades innominadas reducidas con extremidades posteriores reducidas o ausentes (Dugongidae y Trichechidae).
Desde que los sirenios evolucionaron por primera vez, han sido herbívoros, probablemente dependiendo de pastos marinos y angiospermas acuáticas (plantas con flores) para alimentarse. Hasta el presente, casi todos han seguido siendo consumidores tropicales (con la notable excepción de la vaca marina de Steller), marinos y angiospermas. Las vacas marinas son buceadores de aguas poco profundas y con pulmones grandes. Tienen esqueletos pesados que les ayudan a permanecer sumergidos; los huesos son paquiostóticos (hinchados) y osteoscleróticos (densos), especialmente las costillas, que a menudo se encuentran como fósiles.
Los sirenios del Eoceno, como los mamíferos Mesozoicos, pero a diferencia de otros Cenozoicos, tienen cinco premolares en lugar de cuatro, lo que les da una fórmula dental 3.1.5.3. Aún se debate si esta condición es realmente una retención primitiva en los sirenios.
Aunque se confía en los dientes de las mejillas para identificar especies en otros mamíferos, no varían en un grado significativo entre los sirenios en su morfología, pero casi siempre tienen una copa baja (braquiodonte) con dos filas de cúspides grandes y redondeadas (bunobilofodonte). Las partes más fácilmente identificables de los esqueletos de los sirenios son el cráneo y la mandíbula, especialmente el frontal y otros huesos del cráneo. Con la excepción de un par de primeros incisivos superiores en forma de colmillos presentes en la mayoría de las especies, los dientes frontales (incisivos y caninos) faltan en todas, excepto en los primeros sirenios.